# Jan Effenberger-Śliwiński
Jan Effenberger-Śliwiński (ur. 5 maja 1884 w Wiedniu, zm. 17 lipca 1950 w Warszawie) – literat, kompozytor, śpiewak, tłumacz, właściciel paryskiej galerii „Au Sacre du Printemps".

## Życiorys
Według najbardziej rozpowszechnionej wersji urodził się jako nieślubny syn niemieckiego malarza krajobrazów i litografa Roberta Sliwinskiego (1840-1902) i damy dworu cesarskiego o imieniu Sabina. Został oddany do sierocińca w Pradze. Stamtąd adoptowali go małżonkowie Effenberger. Jego przybrany ojciec Gustav Effenberger był nauczycielem gimnazjalnym Franza Kafki. 
Śliwiński-Effenberger uczył się w gimnazjach w Pradze (1894-1896) i Libercu (Reichenberg) (od roku 1896). Maturę uzyskał w 1902 w Pradze, gdzie powrócił w roku 1900. Studiował w Pradze i Berlinie germanistykę, anglistykę i romanistykę. Brak jest informacji o jego wykształceniu muzycznym, lecz wiadomo, że już w latach 1899-1909 komponował m.in. pieśni do słów niemieckich poetów: Roberta Hamerlinga, Fryderyka Schillera i Hermanna Sudermanna. W roku 1907 poślubił w Wielkiej Brytanii Angielkę Gladys Miller. Miał z nią dwóch synów.
Pisywał artykułu do prasy austriackiej i niemieckojęzycznych czasopism ukazujących się w Czechach. W roku 1908 otrzymał doktorat na podstawie pracy na temat stosunku pisarza Nikolausa Lenaua do muzyki. 
W latach 1909–1913 pracował jako wolontariusz, potem asystent i pisarz w Austriackiej Bibliotece Narodowej. Dla zarobku opracowywał potajemnie katalog literatury pornograficznej. Na krótko przed wybuchem I wojny światowej wyjechał wraz z rodziną do Anglii.
Po wybuchu I wojny światowej (w sierpniu 1914) zgłosił się ochotniczo do Legionów Polskich. Zaczął używać właściwego nazwiska Śliwiński lub Śliwiński-Effenberger. Nauczył się języka polskiego, walczył na froncie. Z wojskiem przeszedł Karpaty. Podczas odpoczynku w Piotrkowie zorganizował latem 1915 koncert, na którym wystąpił jako pianista i śpiewak. Zajmował się archiwum 2. i 3. Brygady Legionów. Występował także w Lublinie i Zakopanem. W Szwajcarii zorganizował wystawę propagandową „Legiony Polskie”, otwartą 22 czerwca w Zurychu, potem w Bernie i w Bazylei. 11 listopada 1915 został awansowany na podporucznika kancelaryjnego, a 1 kwietnia 1917 - porucznika. Jesienią 1916 znalazł się w Krakowie. Zaprzyjaźnił się tam z aktorką Laurą Pytlińską, córką Marii Konopnickiej, która występowała na organizowanych przez niego koncertach.
21 listopada 1918 roku został przyjęty do Wojska Polskiego z zatwierdzeniem posiadanego stopnia podporucznika. 18 grudnia 1918 roku został przydzielony do Generalnej Adiutantury Naczelnika Państwa Józefa Piłsudskiego.
Został skierowany do Francji do szkoły lotniczej w Istres, w wojnie polsko-bolszewickiej służył w 12. Eskadrze Wywiadowczej jako obserwator lotniczy. 9 września 1920 roku został zatwierdzony z dniem 1 kwietnia 1920 roku w stopniu kapitana, w Korpusie Wojsk Lotniczych, w grupie oficerów byłych Legionów Polskich.
Na polecenie wicepremiera Ignacego Daszyńskiego skierowano go do propagowania odrodzonej Polski za granicą. W roku 1920 odwiedził kraje Europy Zachodniej wraz z Karolem Szymanowskim. W Oswalds odwiedził Josepha Conrada Korzeniowskiego.
W roku 1922 zamieszkał w Paryżu. Otworzył w Paryżu przy Rue du Cherche-Midi 5 księgarnię z wydawnictwami muzycznymi, w której potem zorganizował także galerię malarstwa. Nadał jej nazwę „Au sacre du printemps“ na cześć baletu „Święta wiosny” Igora Strawinskiego. W galerii wystawiali swoje obrazy artyści paryskiej awangardy, m.in. Pablo Picasso, Joan Miró, Francis Picabia, Hans Arp, Max Ernst, Natalia Gonczarowa, Suzanne Valadon, a także Polacy: Roman Kramsztyk, Józef Pankiewicz, Tytus Czyżewski i Eugeniusz Zak. W roku 1927 w galerii odbywały się wieczory poetyckie, na których występowali Tristan Tzara, Filippo Tommaso Marinetti, Hans Arp, Jean Cocteau, Blaise Cendrars. W roku 1928 urządził w niej wystawę poświęconą surrealizmowi. Galeria istniała do roku 1929. W Paryżu przebywał przez 8 lat.
Komponował utwory muzyczne i pieśni do własnych słów, tłumaczył też wiersze Rabindranatha Tagore, z których niektóre posłużyły za teksty pieśni Karolowi Szymanowskiemu i Aleksandrowi Zemlinskiemu.
Śliwiński-Effenberger był zaprzyjaźniony z architektem Adolfem Loosem, któremu dopomógł w zorganizowaniu wystawy w Salonie Jesiennym. W roku 1928 utrzymywał znajomość z Jamesem Joyce'm. Planował opublikować jeden z jego zbiorów wierszy, co jednak nie doszło do skutku. Wielokrotnie akompaniował na fortepianie występom Karla Krausa.
W roku 1930 przeniósł się do Warszawy. Zamieszkał na Saskiej Kępie przy ul. Krynicznej 1, potem przy ul. Racławickiej 29. 
Od roku 1933 prowadził lektorat języka niemieckiego w Wyższej Szkole Wojskowej, działał jako kompozytor i tłumacz.
W roku 1934 w Instytucie Propagandy Sztuki został kierownikiem muzycznym kabaretu.
W roku 1936 przeniósł się z Warszawy do Osady Granica (obecnie dzielnica Komorowa), w połowie 1937 do Osady Ostoja koło Pruszkowa. W roku 1937 powrócił do twórczości poetyckiej w języku niemieckim. W roku 1938 udzielił w swoim domu gościny pisarzowi i dramaturgowi austriackiemu Franzowi Theodorowi Csokorowi.
W wrześniu 1939 opuścił Polskę. Przez Rumunię i Francję dostał się do Wielkiej Brytanii. Okres II wojny światowej spędził w Szkocji. Współpracował z zorganizowanym przez Jerzego Kołaczkowskiego Chórem Wojska Polskiego. 19 stycznia 1949 objął w Instytucie Kultury Polskiej w Londynie obowiązki kierownika muzycznego. W Wielkiej Brytanii spotkał ostatnia miłość swojego życia, Szkotkę Davinę Robertson, która zmarła na gruźlicę w roku 1948.
W połowie lipca 1950 przybył do Polski, aby zorientować się w możliwości powrotu na stałe. Spotkał się m.in. z Jarosławem Iwaszkiewiczem oraz Andrzejem Panufnikiem, którzy nie udzielili mu oczekiwanej przez niego pomocy w powrocie do kraju. Wracając do Londynu doznał wylewu na lotnisku Okęcie. Zmarł w szpitalu Dzieciątka Jezus w wieku 66 lat. 
Biografia Jana Śliwińskiego-Effenbergera została napisana przez prof. Cezarego W. Domańskiego, który zweryfikował i poprawił wiele informacji podawanych błędnie w dotychczasowych źródłach. Nieprawdziwa jest data śmierci Śliwińskiego (31 lipca 1950) widniejąca na tabliczce na jego grobie na cmentarzu Powązkowskim w Warszawie. Nieprawdziwe były również informacje na temat jego stosunków osobistych (rzekome małżeństwo z Niną Okuszko-Effenbergerową, nieudowodnione posiadanie 20 synów itp.) oraz liczne szczegóły z jego życia.

## Dzieła (wybór)
- Lenau und die Musik unter besonderer Berücksichtigung der österreichischen Musikverhältnisse der 30er und 40er Jahre. (Praca doktorska. Karl-Ferdinands-Universität, Prag, 1908)
- Graf Auguste de La Garde: Gemälde des Wiener Kongresses 1814-1815. Erinnerungen, Feste, Sittenschilderungen, Anekdoten. Nach dem Französischen mit Benützung von Ludwig Eichlers Übersetzung neu herausgegeben und eingeleitet von Hans Effenberger. 1912.
- Richard Teschners indisches Theater. In: Deutsche Kunst und Dekoration, Band XVI, Heft 9. Juni 1913.